# クイリアーノ
クイリアーノ(伊: Quiliano)は、イタリア共和国リグーリア州サヴォーナ県にある、人口約7,100人の基礎自治体（コムーネ）。

## 地理

### 位置・広がり

#### 隣接コムーネ
隣接するコムーネは以下の通り。
- アルターレ
- マッラレ
- オルコ・フェリーノ
- サヴォーナ
- ヴァード・リーグレ
- ヴェッツィ・ポルティオ

### 地震分類
イタリアの地震リスク階級 (it) では、3 に分類される
。

## 行政

### 分離集落
クイリアーノには、以下の分離集落（フラツィオーネ）がある。
- Cadibona, Montagna, Roviasca, Valleggia

## 姉妹都市
- アイドウシュチナ、スロベニア 1972年
- Great Wyrley、イギリス 2000年
- マコン、フランス 2009年